# Naardermeer
Naardermeer este o arie protejată (arie de protecție specială avifaunistică — SPA) din Țările de Jos întinsă pe o suprafață de 1.127 ha, integral pe uscat.

## Localizare
Centrul sitului Naardermeer este situat la coordonatele 52°17′41″N 5°07′02″E / 52.2946°N 5.1173°E.

## Înființare
Situl Naardermeer a fost declarat arie de protecție specială avifaunistică în octombrie 1986 pentru a proteja 7 specii de animale.

## Biodiversitate
Situată în ecoregiunea atlantică, aria protejată nu include niciun habitat protejat.
La baza desemnării sitului se află mai multe specii protejate de  păsări (7): lăcar mare (Acrocephalus arundinaceus), gârliță mare (Anser albifrons), gâscă cenușie (Anser anser), stârc roșu (Ardea purpurea), chirighiță neagră (Chlidonias niger), grelușel-de-zăvoi (Locustella luscinioides), cormoran mare (Phalacrocorax carbo)